# Costa-ricanische Fußballnationalmannschaft der Frauen/Weltmeisterschaften
Der Artikel beinhaltet eine ausführliche Darstellung der costa-ricanischen Fußballnationalmannschaft der Frauen bei Weltmeisterschaften. Costa Rica konnte sich 2014 erstmals für die im Juni 2015 ausgetragene WM-Endrunde qualifizieren, schied aber ohne Sieg nach der Vorrunde aus und reihte sich als schlechteste mittelamerikanische Mannschaft auf dem 27. Platz der ewigen Rangliste ein. Da sich Costa Rica nicht für die WM 2019 qualifizieren konnte und Neuling Chile sowie die zuvor schlechter platzierten Spanierinnen ein Spiel gewinnen konnten, rutsche Costa Rica auf den 29. Platz ab.

## Die Nationalmannschaft bei Weltmeisterschaften

### Übersicht
| Jahr | Gastgeberland         | Teilnahme bis …    | Gegner                       | Ergebnis | Trainer         | Bemerkungen und Besonderheiten                                                                                          |
| ---- | --------------------- | ------------------ | ---------------------------- | -------- | --------------- | --- |
| 1991 | Volksrepublik China   | nicht qualifiziert |                              |          |                 | In der Qualifikation an Kanada gescheitert, das sich aber auch nicht qualifizieren konnte.                              |
| 1995 | Schweden              | nicht teilgenommen |                              |          |                 | |
| 1999 | USA                   | nicht qualifiziert |                              |          |                 | In der Qualifikation an Kanada gescheitert.                                                                             |
| 2003 | USA                   | nicht qualifiziert |                              |          |                 | In der Qualifikation an Mexiko gescheitert, das dann in den interkontinentalen Playoffs an Japan scheiterte.            |
| 2007 | Volksrepublik China   | nicht qualifiziert |                              |          |                 | In der Vorqualifikation an Panama gescheitert, das dann in den Playoffs/Viertelfinale des Gold-Cups scheiterte.         |
| 2011 | Deutschland           | nicht qualifiziert |                              |          |                 | In der Qualifikation an den USA gescheitert.                                                                            |
| 2015 | Kanada                | Vorrunde           | Spanien, Südkorea, Brasilien | 18.      | Amelia Valverde | In der Gruppenphase nach zwei Remis und einer Niederlage gegen Brasilien als schlechtester Gruppendritter ausgeschieden |
| 2019 | Frankreich            | nicht qualifiziert |                              |          |                 | In der Qualifikation an Kanada und Jamaika gescheitert.                                                                 |
| 2023 | Australien/Neuseeland | Vorrunde           | Spanien, Japan, Sambia       | 30.      | Amelia Valverde | Durch Erreichen des Halbfinales bei der CONCACAF W Championship 2022 direkt qualifiziert                                |

### Statistik
(Angaben inkl. Qualifikation 2023: Neun Weltmeisterschaften)
- nicht teilgenommen: einmal (11,1 %)
- nicht qualifiziert: sechsmal (66,7 %; 1991, 1999, 2003, 2007, 2011 und 2019)
- qualifiziert: zweimal (22,2 %; 2015 und 2023)
  - Vorrunde: einmal (22,1 %; 2015 und 2023)

## Turniere

### WM 1991 in der Volksrepublik China
Für die erste WM der Frauen konnte sich Costa Rica nicht qualifizieren. Als Nord- und Mittelamerika-Qualifikation diente ein Turnier in Port-au-Prince, der Hauptstadt Haitis. In der ersten Runde trafen die Costa-Ricanerinnen in ihrem ersten Länderspiel auf Kanada und verloren mit 0:6. Im zweiten Spiel gegen Gastgeber Haiti verloren sie mit 0:4, so dass sie schon vor dem Spiel gegen Jamaika keine Chance mehr hatten sich für die WM zu qualifizieren. Mit einem 2:1 gab es zumindest den ersten Sieg, womit Costa Rica Dritter wurde. Danach bestritt die Mannschaft sieben Jahre lang kein Spiel mehr. Letztlich konnte sich die USA als einziger CONCACAF-Vertreter für die WM qualifizieren und dort als erste CONCACAF-Mannschaft Fußballweltmeister werden.

### WM 1995 in Schweden
Vier Jahre später nahm Costa Rica nicht an der Qualifikation teil.

### WM 1999 in den USA
Für die dritte Weltmeisterschaft wollte sich auch Costa Rica dann wieder qualifizieren. Die Qualifikation fand als CONCACAF Women’s Championship 1998 in Kanada statt, für die sich Costa Rica aber erst qualifizieren musste. Bei einem Turnier in Guatemala-Stadt wurde zuerst die B-Mannschaft von Guatemala mit 17:0 geschlagen, dann aber gegen Haiti mit 1:2 verloren. Als Gruppenzweiter gelangte Costa Rica direkt in das Spiel um Platz 3 gegen El Salvador, das mit 5:1 gewonnen wurde. Damit war die Mannschaft für das Turnier in Kanada qualifiziert. Hier wurde das erste Spiel gegen Mexiko mit 2:3 verloren. Anschließend folgte ein 3:1 gegen Trinidad und Tobago. Mit einem 2:1 gegen Haiti wurde die Gruppenphase als Zweiter abgeschlossen. Im Halbfinale folgte dann ein 0:2 gegen Kanada. Damit schied Costa Rica aus. Das Finale gewann Kanada gegen Mexiko mit 1:0 und qualifizierte sich damit direkt für die WM. Mexiko konnte sich in den panamerikanischen Playoffs mit zwei Siegen (3:1 und 3:2) gegen Argentinien auch durchsetzen, so dass erstmals drei CONCACAF-Mannschaften an der WM-Endrunde teilnahmen.

### WM 2003 in den USA
Eigentlich sollte die WM 2003 wieder in der Volksrepublik China stattfinden. Wegen der SARS-Epidemie wurde das Turnier kurzfristig in die USA verlegt. Damit fand die Weltmeisterschaft zum zweiten Mal in den USA statt, womit die USA als einzige Nation zweimal nacheinander eine Fußball-WM ausrichteten. Als Gastgeber waren die USA zwar wieder automatisch qualifiziert, sie nahmen aber dennoch am als Qualifikation dienenden CONCACAF Women’s Gold Cup 2002 teil. In der Qualifikation dazu setzte sich Costa Rica mit vier Siegen gegen Honduras, Guatemala, Panama und El Salvador durch. Bei der Endrunde wurden in den ersten beiden Spielen Jamaika mit 2:0 und Haiti mit 5:0 geschlagen. Nach einem 0:3 gegen Kanada wurde als Gruppenzweiter das Halbfinale erreicht. In diesem wurde mit 0:7 gegen die USA verloren und anschließend auch das Spiel um Platz 3 gegen Mexiko mit 1:4. Damit wurden die interkontinentalen Playoffs gegen Japan verpasst, in denen Mexiko aber auch scheiterte. Somit wurde die CONCACAF bei der WM nur durch die USA und Kanada vertreten.

### WM 2007 in der Volksrepublik China
Vier Jahre später fand dann die WM doch zum zweiten Mal in der Volksrepublik China statt. Der CONCACAF Women’s Gold Cup 2006 diente wieder als Qualifikationsturnier. Costa Rica scheiterte aber bereits in der Qualifikation dazu durch zwei Niederlagen gegen Guatemala und
Panama. Beide konnten sich letztlich aber auch nicht qualifizieren und die CONCACAF wurde wieder nur durch die USA und Kanada vertreten.

### WM 2011 in Deutschland
Für die WM 2011 konnte sich Costa Rica ebenfalls nicht qualifizieren, scheiterte aber nur knapp. Für den CONCACAF Women’s Gold Cup 2010, der wieder als Qualifikationsturnier diente, qualifizierte sich die Mannschaft durch zwei Siege gegen Nicaragua und Honduras. Die Vorrunde wurde mit zwei Siegen gegen Guatemala (1:0) und Haiti (3:0) sowie einer Niederlage gegen die USA (0:4) als Gruppenzweiter abgeschlossen. Im Halbfinale wurde dann gegen Kanada mit 0:4 verloren. Da im anderen Halbfinale Mexiko erstmals ein Spiel beim Gold Cup gegen die USA gewann (2:1), womit diese erstmals ein Spiel beim Gold Cup verloren, traf Costa Rica im Spiel um Platz 3 wieder auf die USA und verlor mit 0:3. Die USA wurden damit Dritter, dies reichte aber nicht zur direkten Qualifikation. Stattdessen musste die USA noch zwei Spiele gegen Italien bestreiten, die aber beide mit 1:0 gewonnen wurden, wodurch sich die USA als dritte CONCACAF-Mannschaft neben Meister Kanada und Vizemeister Mexiko qualifizierte.

### WM 2015 in Kanada

Startaufstellung der Costa-Ricanerinnen in ihrem ersten WM-Spiel

Für die siebte Weltmeisterschaft wurde die Zahl der Startplätze auf 24 erhöht und den CONCACAF-Mannschaften neben Gastgeber Kanada drei direkte Startplätze zugestanden. Eine weitere CONCACAF-Mannschaft hatte die Chance sich in panamerikanischen Playoffs gegen den Dritten der Südamerika-Qualifikation zu qualifizieren.
Für den CONCACAF Women’s Gold Cup 2014, der wieder als Qualifikation für die WM galt, qualifizierte sich Costa Rica durch zwei Siege gegen Nicaragua und El Salvador und dann in einem zusätzlichen Qualifikationsspiel durch einen Sieg gegen Guatemala auch für die Panamerikanischen Spiele 2015 in Toronto, die nach der WM stattfinden. Beim Gold Cup setzte sich Costa Rica in der Gruppenphase mit drei Siegen gegen Mexiko (1:0), Jamaika (2:1) und Martinique (6:1) als Gruppensieger durch. Mit einem Sieg im Elfmeterschießen im Halbfinale gegen Trinidad und Tobago qualifizierte sich Costa Rica erstmals für die WM, verlor dann aber im Finale mit 0:6 gegen die USA, womit die USA ihren eigenen Finalrekord der ersten Austragung 1991 um ein Tor übertrafen. Trinidad und Tobago verlor im Spiel um Platz 3 gegen Mexiko, das sich damit ebenfalls für die WM qualifizierte, und scheiterte anschließend in den Playoffs durch ein last-minute-Tor an Ecuador, das sich damit erstmals qualifizierte.
Bei der Auslosung der Gruppen war Costa Rica nicht gesetzt und wurde der Gruppe E mit Südamerikameister Brasilien mit „zugelost“. Weitere Gegner waren Südkorea sowie WM-Neuling Spanien.
Die Mannschaft beendete die ersten beiden Spiele gegen Spanien und Südkorea jeweils unentschieden. Das entscheidende letzte Gruppenspiel ging gegen Brasilien mit 0:1 verloren, sodass das Team als schlechtester Gruppendritter aller Gruppen ausschied.

### WM 2019 in Frankreich
Für den CONCACAF Women’s Gold Cup 2018, der wieder als Qualifikation für die WM galt, qualifizierte sich Costa Rica durch drei Siege gegen Panama, Nicaragua und El Salvador bei einem Turnier Ende August 2018 in Florida. Beim Gold Cup startete Costa Rica mit einem 8:0 gegen Kuba, hatte dann aber sein Pulver verschossen und verlor gegen Jamaika mit 0:1 und Kanada mit 1:3. Damit schied die Mannschaft als Gruppendritter aus und konnte sich nicht für die WM qualifizieren.

### WM 2023 in Australien und Neuseeland
Für die erste WM der Frauen in der südlichen Hemisphäre musste sich Costa Rica zunächst für die CONCACAF W Championship 2022 qualifizieren. Dies gelang durch Siege gegen St. Kitts und Nevis, Guatemala, Curaçao und die Amerikanische Jungferninseln, wobei 22:0 Tore erzielt wurden. Bei der CONCACAF W Championship wurden Panama mit 3:0 sowie Trinidad & Tobago mit 4:0 besiegt, womit der Einzug ins Halbfinale und damit die Qualifikation für die WM-Endrunde feststand. Im dritten Gruppenspiel konnte damit die 0:2-Niederlage gegen Kanada und im Halbfinale die 0:3-Niederlage gegen Rekordweltmeister USA verkraftet werden.
Bei der Auslosung am 22. Oktober 2022 wurde Costa Rica wie 2015 in eine Gruppe mit Spanien gelost. Weitere Gegner sind Japan und WM-Neuling Sambia, gegen den Costa Rica noch nicht gespielt hat. Nach Niederlagen gegen Spanien und Japan hatte die Mannschaft schon vor dem letzten Spiel keine Chance mehr das Achtelfinale zu erreichen und verlor dann auch das letzte Spiel gegen Sambia.

## Spiele
| Alle WM-Spiele |            |          |           |                  |          |                            |
| Nr.            | Datum      | Ergebnis | Gegner    | Austragungsort   | Anlass   | Bemerkungen                |
| 1              | 09.06.2015 | 1:1      | Spanien   | Montreal (CAN)   | Vorrunde | Erstes Spiel gegen Spanien |
| 2              | 13.06.2015 | 2:2      | Südkorea  | Montreal (CAN)   | Vorrunde |                            |
| 3              | 17.06.2015 | 0:1      | Brasilien | Moncton (CAN)    | Vorrunde |                            |
| 4              | 21.07.2023 | 0:3      | Spanien   | Wellington (NZL) | Vorrunde |                            |
| 5              | 26.07.2023 | 0:2      | Japan     | Dunedin (NZL)    | Vorrunde |                            |
| 6              | 31.07.2023 | 1:3      | Sambia    | Hamilton (NZL)   | Vorrunde | Erstes Spiel gegen Sambia  |

Anmerkung: Die fett gedruckte Mannschaft war zum Zeitpunkt des Spiels Meister ihrer Konföderation.

## Negativrekorde
Costa Rica gehört zu den 11 Mannschaften, die noch kein WM-Spiel gewonnen haben.